# FA Cup 1888/89
Der FA Cup 1888/89 (offiziell engl. 1888–89 The Football Association Challenge Cup) war die 18. Auflage des im K.-o.-System ausgetragenen ältesten Fußball-Pokalwettbewerbs der Welt für Vereinsmannschaften.
Erstmals in der Historie des FA Cups wurde im Vorfeld eine Qualifikation ausgespielt. Von insgesamt 149 Mannschaften aus England, Irland und Wales erhielten 22 Mannschaften Freilose bis zur Ersten Hauptrunde, darunter acht von zwölf Mannschaften der neugegründeten Football League. Die restlichen 127 Mannschaften ermittelten in vier Qualifikationsrunden weitere zehn Teilnehmer.
Das am 30. März 1889 in London ausgetragene Endspiel gewann der Preston North End FC gegen den Wolverhampton Wanderers FC mit 3:0 Toren. Damit wurde der Preston North End FC, der zwei Monate zuvor bereits der erste Fußballmeister wurde, auch der erste Double-Gewinner der Weltgeschichte.

## Übersicht
| Runde                                                      | Datum                   | Spiele | Vereine   | Neueinstiege | Freilose |
| Erste Qualifikationsrunde (engl. First Qualifying Round)   | 06.10.1888 – 24.10.1888 | 47+5   | 149 → 102 | 94           | 55       |
| Zweite Qualifikationsrunde (engl. Second Qualifying Round) | 27.10.1888 – 03.11.1888 | 40+5   | 102 → 62  | 33           | 22       |
| Dritte Qualifikationsrunde (engl. Third Qualifying Round)  | 10.11.1888 – 17.11.1888 | 20     | 62 → 42   | keine        | 22       |
| Vierte Qualifikationsrunde (engl. Fourth Qualifying Round) | 08.12.1888 – 25.12.1888 | 10+3   | 42 → 32   | keine        | 22       |
| Erste Hauptrunde (engl. First Round Proper)                | 02.02.1889 – 09.02.1889 | 16+4   | 32 → 16   | 22           | keine    |
| Zweite Hauptrunde (engl. Second Round Proper)              | 16.02.1889 – 28.02.1889 | 8+2    | 16 → 8    | keine        | keine    |
| Dritte Hauptrunde (engl. Third Round Proper)               | 02.03.1889              | 4      | 8 → 4     | keine        | keine    |
| Halbfinale (engl. Semi Finals)                             | 16.03.1889 – 23.03.1889 | 2+1    | 4 → 2     | keine        | keine    |
| Finale (engl. Final)                                       | 30.03.1889              | 1      | 2 → 1     | keine        | keine    |

## Teilnehmende Mannschaften
| Landesteil | Stadt         | Verein                     | Liga                | Qualifikation |
| England    | Accrington    | Accrington FC              | The Football League | Freilos       |
| England    | Birmingham    | Aston Villa FC             | The Football League | Freilos       |
| England    | Birmingham    | Mitchell St. George’s FC   | keine               | Freilos       |
| England    | Birmingham    | Small Heath FC             | keine               | 08.12.1888    |
| England    | Blackburn     | Blackburn Rovers FC        | The Football League | Freilos       |
| England    | Blackburn     | Witton West End FC         | keine               | Freilos       |
| England    | Blackpool     | South Shore FC             | keine               | 08.12.1888    |
| England    | Bolton        | Halliwell FC               | keine               | Freilos       |
| England    | Bootle        | Bootle FC                  | keine               | Freilos       |
| England    | Brighton      | Old Brightonians FC        | keine               | 08.12.1888    |
| England    | Burnley       | Burnley FC                 | The Football League | Freilos       |
| England    | Chatham       | Chatham United FC          | keine               | 15.12.1888    |
| England    | Crewe         | Crewe Alexandra FC         | keine               | Freilos       |
| England    | Derby         | Derby County FC            | The Football League | Freilos       |
| England    | Derby         | Derby Junction FC          | keine               | Freilos       |
| England    | Godalming     | Old Carthusians FC         | keine               | Freilos       |
| England    | Grimsby       | Grimsby Pelham FC          | keine               | 08.12.1888    |
| England    | London        | Old Westminsters FC        | keine               | Freilos       |
| England    | Long Eaton    | Long Eaton Rangers FC      | keine               | Freilos       |
| England    | Nottingham    | Nottingham Forest FC       | keine               | Freilos       |
| England    | Nottingham    | Notts County FC            | The Football League | 08.12.1888    |
| England    | Nottingham    | Notts Rangers FC           | keine               | Freilos       |
| England    | Preston       | Preston North End FC       | The Football League | Freilos       |
| England    | Sheffield     | Heeley FC                  | keine               | 08.12.1888    |
| England    | Sheffield     | The Wednesday FC           | keine               | Freilos       |
| England    | Slough        | Slough Swifts FC           | keine               | Freilos       |
| England    | Sunderland    | Sunderland Albion FC       | keine               | 08.12.1888    |
| England    | Walsall       | Walsall Town Swifts FC     | keine               | Freilos       |
| England    | West Bromwich | West Bromwich Albion FC    | The Football League | Freilos       |
| England    | Wolverhampton | Wolverhampton Wanderers FC | The Football League | Freilos       |
| Irland     | Belfast       | Linfield Athletic Club     | keine               | 25.12.1888    |
| Wales      | Wrexham       | Wrexham AFC                | keine               | 08.12.1888    |

## Erste Hauptrunde
| Datum      |                            | Ergebnis |                         |
| ---------- | -------------------------- | -------- | ----------------------- |
| 02.02.1889 | Accrington FC              | 1:1      | Blackburn Rovers FC     |
| 02.02.1889 | Aston Villa FC             | 3:2      | Witton West End FC      |
| 02.02.1889 | Bootle FC                  | 0:3      | Preston North End FC    |
| 02.02.1889 | Burnley FC                 | 4:3      | Old Westminsters FC     |
| 02.02.1889 | Chatham United FC          | 2:1      | South Shore FC          |
| 02.02.1889 | Derby County FC            | 1:0      | Derby Junction FC       |
| 02.02.1889 | Grimsby Pelham FC          | 3:1      | Sunderland Albion FC    |
| 02.02.1889 | Halliwell FC               | 2:2      | Crewe Alexandra FC      |
| 02.02.1889 | Mitchell St. George’s FC   | 3:2      | Long Eaton Rangers FC   |
| 02.02.1889 | Nottingham Forest FC       | 2:2      | Linfield Athletic Club  |
| 02.02.1889 | Notts County FC            | 2:0      | Old Brightonians FC     |
| 02.02.1889 | Notts Rangers FC           | 1:1      | The Wednesday FC        |
| 02.02.1889 | Slough Swifts FC           | 3:1      | Wrexham AFC             |
| 02.02.1889 | Small Heath FC             | 2:3      | West Bromwich Albion FC |
| 02.02.1889 | Walsall Town Swifts FC     | 5:1      | Heeley FC               |
| 02.02.1889 | Wolverhampton Wanderers FC | 4:3      | Old Carthusians FC      |

### Wiederholungsspiele
| Datum      |                        | Ergebnis |                      |
| ---------- | ---------------------- | -------- | -------------------- |
| 09.02.1889 | Blackburn Rovers FC    | 5:0      | Accrington FC        |
| 09.02.1889 | Crewe Alexandra FC     | 1:5      | Halliwell FC         |
| 09.02.1889 | Linfield Athletic Club | kampflos | Nottingham Forest FC |
| 09.02.1889 | The Wednesday FC       | 3:0      | Notts Rangers FC     |

## Zweite Hauptrunde
| Datum      |                            | Ergebnis |                          |
| ---------- | -------------------------- | -------- | ------------------------ |
| 16.02.1889 | Aston Villa FC             | 5:3      | Derby County FC          |
| 16.02.1889 | Blackburn Rovers FC        | kampflos | Slough Swifts FC         |
| 16.02.1889 | Chatham United FC          | 1:1      | Nottingham Forest FC     |
| 16.02.1889 | Grimsby Pelham FC          | 0:2      | Preston North End FC     |
| 16.02.1889 | Halliwell FC               | 2:3      | Mitchell St. George’s FC |
| 16.02.1889 | The Wednesday FC           | 3:2      | Notts County FC          |
| 16.02.1889 | West Bromwich Albion FC    | 5:1      | Burnley FC               |
| 16.02.1889 | Wolverhampton Wanderers FC | 6:1      | Walsall Town Swifts FC   |

### Wiederholungsspiele
| Datum      |                      | Ergebnis |                      |
| ---------- | -------------------- | -------- | -------------------- |
| 23.02.1889 | Nottingham Forest FC | 2:2      | Chatham United FC    |
| 28.02.1889 | Chatham United FC    | 3:2      | Nottingham Forest FC |

## Dritte Hauptrunde
| Datum      |                            | Ergebnis |                          |
| ---------- | -------------------------- | -------- | ------------------------ |
| 02.03.1889 | Blackburn Rovers FC        | 8:1      | Aston Villa FC           |
| 02.03.1889 | Chatham United FC          | 01:10    | West Bromwich Albion FC  |
| 02.03.1889 | Preston North End FC       | 2:0      | Mitchell St. George’s FC |
| 02.03.1889 | Wolverhampton Wanderers FC | 3:0      | The Wednesday FC         |

## Halbfinale
| Datum      |                            | Ergebnis |                         |
| ---------- | -------------------------- | -------- | ----------------------- |
| 16.03.1889 | Preston North End FC       | 1:0      | West Bromwich Albion FC |
| 16.03.1889 | Wolverhampton Wanderers FC | 1:1      | Blackburn Rovers FC     |

### Wiederholungsspiele
| Datum      |                     | Ergebnis |                            |
| ---------- | ------------------- | -------- | -------------------------- |
| 23.03.1889 | Blackburn Rovers FC | 1:3      | Wolverhampton Wanderers FC |

## Finale

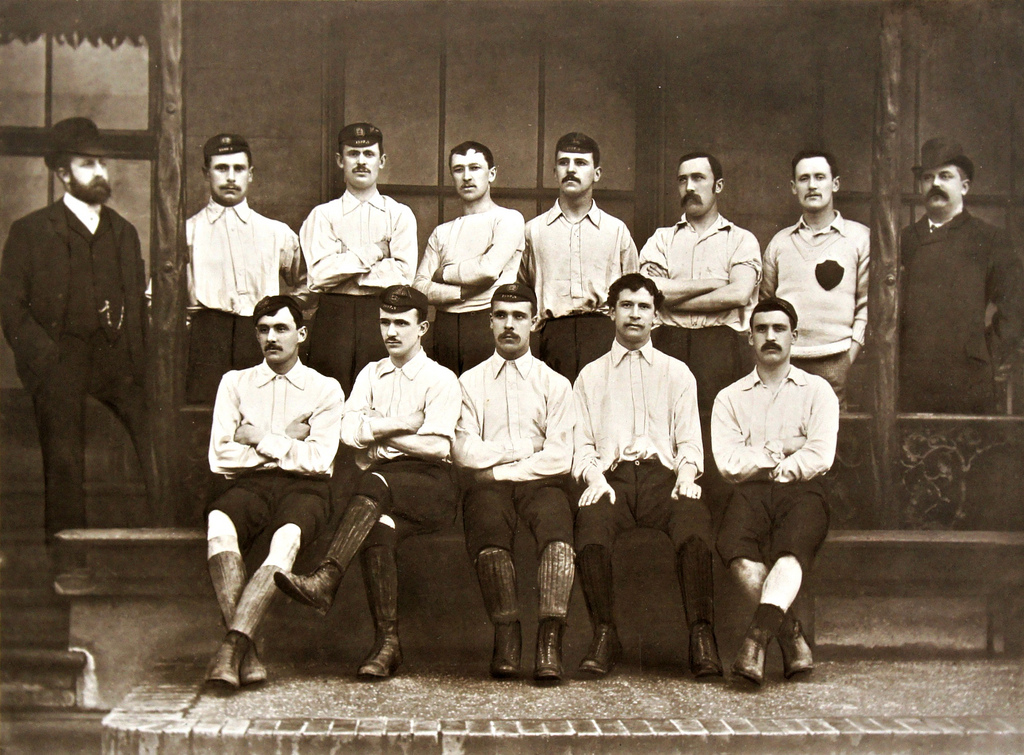
Meister und FA-Cup-Sieger 1888/89: Preston North End FC

Das Endspiel fand am Nachmittag des 30. März 1889 im Cricket-Stadion The Oval im Londoner Stadtteil Kennington vor mehr als 27.000 Zuschauern statt. Es war das bis dato meistbesuchte FA-Cup-Endspiel. Der 50-jährige Major Francis Marindin, der seit 1874 amtierender Präsident der FA war, fungierte als Schiedsrichter der Partie zwischen dem Preston North End FC und dem Wolverhampton Wanderers FC. Der Preston North End FC hatte bereits ein Jahr zuvor im FA Cup für Furore gesorgt, als er gegen den Hyde FC mit 26:0 Toren den bis heute höchsten FA-Cup-Sieg einfahren konnte. Bei der anschließenden ersten Finalteilnahme musste er sich allerdings überraschend mit 1:2 Toren dem West Bromwich Albion FC geschlagen geben. Weitaus besser lief es für den Preston North End FC in der ersten Saison der Football League, die er nicht nur gewinnen konnte und damit der erste Fußballmeister der Weltgeschichte wurde, sondern auch in allen 22 Spielen ungeschlagen blieb, was seinen mehrheitlich schottischen Spielern den Beinamen The Invincibles, zu deutsch die Unbesiegbaren einbrachte. Für den Wolverhampton Wanderers FC, der die erste Saison der Football League auf dem dritten Tabellenplatz beendete, war es die erste Finalteilnahme. Im Gegensatz zum Preston North End FC standen im Kader des Wolverhampton Wanderers FC ausschließlich englische Spieler.
| Preston North End FC                                  | Preston North End FC | Wolverhampton Wanderers FC | Wolverhampton Wanderers FC |
| ----------------------------------------------------- | --- | --- | -------------------------- |
| Preston North End FC                                  | \| 30. März 1889 um 16:00 Uhr (GMT) in London (The Oval) \| \| Ergebnis: 3:0 (2:0) \| \| Zuschauer: über 27.000 \| \| Schiedsrichter: Major Francis Marindin \|                                  | \| 30. März 1889 um 16:00 Uhr (GMT) in London (The Oval) \| \| Ergebnis: 3:0 (2:0) \| \| Zuschauer: über 27.000 \| \| Schiedsrichter: Major Francis Marindin \|                              | Wolverhampton Wanderers FC |
| Preston North End FC                                  | Robert Mills-Roberts – Bob Howarth, Bob Holmes – George Drummond, David Russell, Johnny Graham – Jack Gordon – Jimmy Ross, John Goodall, Fred Dewhurst – Sam Thomson Cheftrainer: William Sudell | Jack Baynton – Dickie Baugh, Charlie Mason – Albert Fletcher, Harry Allen, Arthur Lowder – Tommy Hunter – David Wykes, John Brodie , Harry Wood – Tommy Knight Cheftrainer: Jack Addenbrooke | Wolverhampton Wanderers FC |
| Preston North End FC                                  | 1:0 Fred Dewhurst (15.) 2:0 Jimmy Ross (25.) 3:0 Sam Thomson (70.) | | Wolverhampton Wanderers FC |
| 30. März 1889 um 16:00 Uhr (GMT) in London (The Oval) | | |                            |
| Ergebnis: 3:0 (2:0)                                   | | |                            |
| Zuschauer: über 27.000                                | | |                            |
| Schiedsrichter: Major Francis Marindin                | | |                            |

Mit dem Gewinn des FA Cup wurde der Preston North End FC zum einen der erste Double-Gewinner der Weltgeschichte und zum anderen war ihm das einzigartige Kunststück gelungen, in einer Saison wettbewerbsübergreifend ungeschlagen zu bleiben. Ferner ist er neben dem Wanderers FC in den Saisonen 1871/72 und 1872/73, sowie dem Bury FC in der Saison 1902/03 einer von drei Vereinen, die den FA Cup gewonnen haben ohne ein einziges Gegentor zu bekommen.